# 석룡산
석룡산(石龍山)은 대한민국 강원특별자치도 화천군 사내면과 경기도 가평군 북면 사이에 있는 산이다. 높이는 1,155m이다.

## 같이 보기
- 한국의 산